# Grande Francia
Grande Francia è una nave da carico mista, portaveicoli, portarimorchi, portacontenitori e carichi speciali della compagnia Inarme del Gruppo Grimaldi (Napoli), costruita dalla Fincantieri presso il cantiere navale di Castellammare di Stabia, in Italia.
L'unità è entrata in servizio di linea nel 2002.

## Navi gemelle
- Grande Africa
- Grande Atlantico
- Grande Amburgo
- Grande Argentina
- Grande Brasile
- Grande America
- Grande Buenos Aires
- Grande Nigeria
- Grande San Paolo